# 借殼上市
借殼上市或反向收購上市（英語：Reverse takeover），是指一間私人公司透過把資產注入一間市值較低的已上市公司（空殼公司），得到該公司一定程度的控股權，利用其上市公司地位，使母公司的資產得以上市。通常該殼公司會被改名。
上市目的，除了募集資金方便，亦有經營者著眼灌業績炒作股價以利賣股套現。

## 歷史
美國自1934年已開始實行借殼上市，由於成本較低及成功率甚高，所以越來越受歡迎。在經濟衰退時期，有不少上市公司的收入減少，市值大幅下跌，這造就了機會讓其他私人公司利用這個「殼」得以上市。
很多企業欲在美國上市，但礙於政治因素以及繁瑣的程序，部分企業會選擇收購美國一些殼公司，在納斯達克或紐約證券交易所上市。在網際網路泡沫爆破後，有很多網際網路公司瀕臨破產，市值極低，這造就了更多借殼上市的機會。

## 特點
由於殼公司本身已經上市，母公司不必花費金錢聘請審計師、承包商等，也不用印刷大量招股書，以及經過上市聆訊，可以免去繁瑣的程序以及時間，便可上市買賣，節省金錢和時間。

## 會計處理
估算會計上收購者（法律上及形式上被收購者）應發行與會計上被收購者（法律上及形式上收購者）之股份於收購日之公允價值，以衡量企業於反向收購中之移轉對價。反向收購於財務報表上之表達，強調收購之經濟實質，以會計上收購者（法律上被收購者）為合併報表之主體，合併報表以法律上收購者（會計上被收購者）之企業為名稱。

## 例子

### 香港

#### 盈科數碼動力
1999年4月，李澤楷旗下在新加坡交易所上市的盈科拓展把旗下資產包括數碼港發展權注入上市公司得信佳，得到大約6成股權，開市僅15分鐘，在消息刺激下，得信佳的股價由不足0.1港元飆升到3.22港元，升幅高達22.6倍。其後得信佳改名為盈科數碼動力。

#### 陽光衛視
2000年4月19日，吳征、楊瀾於香港成立陽光衛視，通過收購良記建築借殼上市，並改名為「陽光文化網路電視」；良記本身於香港主板上市但連年虧損，1998至1999財政年度虧損2371萬港元，但於 2000年6月前10個交易日均價已達0.27港元。

#### 世嘉網絡亞洲
2000年7月，SEGA打算以其家庭電玩主機Dreamcast作為可供接駁電視上網的機頂盒，並打算在香港發展網絡事業，遂通過兩間公司︰Rosetta Limited及Koffman Securities Limited，共買入昌明控股有限公司合共98,188,000股股份，公司及後易名為「世嘉網絡亞洲有限公司」(英文名稱︰Sega.com Asia Limited)  ；惟因日本母公司出現赤字，SEGA遂終止生產Dreamcast，並全面轉型為第三方遊戲軟件生產商，因此原有的網絡計劃叫停，SEGA退出香港市場，「世嘉網絡亞洲」最終於2001年5月7日回復舊稱「昌明(投資有限公司)」。

#### 盈科大衍地產
2004年5月，電訊盈科分拆旗下地產業務，包括貝沙灣（數碼港的地產部分）、北京盈科中心、電訊盈科中心、其它投資物業和相關物業及設施管理公司，注入上市公司東方燃氣，並把東方燃氣改名為盈科大衍地產，並透過配股減持盈大地產的股份，套現大約3億港元。

### 美國
台灣之燦坤集團曾透過反向收購至美國地區進行借殼上市，其程序係先收購一家那斯達克上市公司ANC之60%股權，購併後將公司名稱更改為燦坤國際，並於2001年10月掛牌交易。

### 台灣
1995年漢陽集團的侯西峰從三功投資公司董事長謝修平的手中接下國揚實業的股權，將漢陽的資產灌入國揚，使國揚漢陽化，一年下來使國揚建設從虧損變成獲利。1998年國揚股價80.5元創歷史新高，並使國揚建設一度成為營建股股王，也使其身價水漲船高。

### 中國大陸

#### 民营企业
- 2016年，圆通速递通过大楊創世控股其全部股份后，在上海证券交易所A股上市。
- 2018年，奇虎360以控股江南嘉捷电梯股份公司的形式，在上海证券交易所A股上市。

#### 国营企业
- 2001年，申通地铁集团入主原先经营凌桥水厂的上市公司凌桥股份，在上海证券交易所A股上市。与其他案例不同，此案中凌桥股份的股权系直接划转至申通集团。

## 相關連結
- 美國統一證券公司